# Britta Nilsson
Britta Kristina Nilsson, född 1934 i Kattvik, Båstad, död 1996, var en svensk målare.
Hon studerade vid Gerlesborgsskolan 1978-1979 samt deltog i Billströmska folkhögskolans utlandsresor till Irland 1980 och 1982 därefter deltog hon i konstkurser för Arne Isacsson, Georg Suttner och K.G. Nilson. Hon medverkade i Liljevalchs vårsalong 1977 och ställde därefter ut i ett flertal samlingsutställningar och separatutställningar. Hon tilldelades Örkelljunga kommuns kulturpris 1985 och stipendium från  Bildkonstnärsfonden. Hennes konst består av naturalistiska landskap utförda i olja och akvarell. Hon var en av initiativtagarna till bildandet av Örkelljunga konstförening 1982. Nilsson är representerad vid Ronneby kommun, Kristianstads läns landsting och Örkelljunga kommun. En minnesutställning med hennes konst visades av Örkelljunga konstförening 2007